# Снегурочку вызывали?
«Снегу́рочку вызыва́ли?» — художественный фильм, новогодняя мелодрама режиссёра Валентина Морозова с Ириной Алфёровой и Владимиром Меньшовым в главных ролях. Премьера на телевидении — 31 декабря 1985 года.

## Сюжет
Действие происходит в Ленинграде в канун Нового — 1986-го — года. Театральная актриса Светлана Александровна подрабатывает в фирме добрых услуг, исполняя роль Снегурочки. Актёр, исполняющий роль Деда Мороза, заболел, и заменить его уговорили водителя микроавтобуса Александра Серёгина. Он хорошо вживается в непривычную роль. Среди многочисленных клиентов Деда Мороза и Снегурочки — талантливый мальчик-композитор, ребёнок из детского дома и даже одинокая женщина, которая вызвала сказочных персонажей для себя. Также они заходят и к сыну самого Серёгина, с которым ему не разрешает видеться бывшая жена.
По окончании рабочего дня Серёгин идёт выпить кофе, и тут ряженые передают ему записку с адресом Светланы Александровны, которая, отказавшись от планов встретить Новый год у друзей, решила остаться дома. Она не хочет подходить к телефону, но когда раздаётся звонок в дверь, открывает и видит стоящего на пороге Серёгина.

## В ролях
- Ирина Алфёрова — Светлана Александровна Нечаева (Снегурочка)
- Владимир Меньшов — Александр Петрович Серёгин (Дед Мороз)
- Ольга Волкова — Светлана Ивановна, одинокая женщина
- Иван Краско — Иван Иванович, директор фирмы добрых услуг
- Николай Лавров — Пётр Николаевич, театральный режиссёр
- Георгий Штиль — ряженый
- Олег Ефремов — ряженый / актёр в постановке о колхозе
- Валерий Кравченко — ряженый / актёр в постановке о колхозе
- Николай Кузьмин — актёр в постановке о колхозе
- Тамара Лебедева — бывшая жена Серёгина
- Елена Ставрогина — болтливая актриса
- Владимир Литвинов — ухажёр Светланы
- Станислав Соколов — актёр в постановке о колхозе
- Борис Аракелов
- Владимир Богданов
- Любовь Тищенко
- Вера Титова — тёща Серёгина (нет в титрах)

## Технические данные
- Цвет: цветной
- Звук: моно